# 983

## Nașteri
- dată necunoscută: Antonie de Kiev călugăr (d. 1073)
- dată necunoscută: Theobald al II-lea de Blois  (d. 1004)
- dată necunoscută: Guaimar al III-lea de Salerno  (d. 1027)

## Decese
- 7 decembrie; Otto al II-lea, Împărat al Sfântului Imperiu Roman - a fost încoronat Rege al Germaniei în timpul domniei tatălui său în Catedrala din Aachen în 961, iar în 967 a fost încoronat Sfânt Împărat Roman de către Papa Ioan al XIII-lea (n. 955).